# Gymnopternus politus
Gymnopternus politus är en tvåvingeart som beskrevs av Friedrich Hermann Loew 1861. Gymnopternus politus ingår i släktet Gymnopternus och familjen styltflugor. Inga underarter finns listade i Catalogue of Life.